# بليستانت هيل (إلينوي)
بليستانت هيل (بالإنجليزية: Pleasant Hill)‏ هي منطقة سكنية تقع في الولايات المتحدة في إلينوي. يقدر عدد سكانها بـ 1,047 نسمة .

## التركيبة السكانية
حدّد مكتب تعداد الولايات المتحدة بيانات التركيبة السكانية لبليستانت هيل في تعداد الولايات المتحدة. في ما يلي، التركيبة السكانية حسب تعدادي 2000 و2010.

### تعداد عام 2000
بلغ عدد سكان بليستانت هيل 1,047 نسمة بحسب تعداد عام 2000، وبلغ عدد الأسر 442 أسرة وعدد العائلات 288 عائلة مقيمة في القرية. في حين سجلت الكثافة السكانية 510.7 نسمة لكل كيلومتر مربع (1,322.7/ميل2). وبلغ عدد الوحدات السكنية 483 وحدة بمتوسط كثافة قدره 235.6 لكل كيلومتر مربع (610.2/ميل2).
وتوزع التركيب العرقي للقرية بنسبة 98.66% من البيض و0.57% من الأعراق الأخرى و0.76% من عرقين مختلطين أو أكثر و0.57% من الهسبانيون أو اللاتينيون من أي عرق.
بلغ عدد الأسر 442 أسرة كانت نسبة 32.6% منها لديها أطفال تحت سن الثامنة عشر تعيش معهم، وبلغت نسبة الأزواج القاطنين مع بعضهم البعض 50.9% من أصل المجموع الكلي للأسر، ونسبة 10.4% من الأسر كان لديها معيلات من الإناث دون وجود شريك، بينما كانت نسبة 3.8% من الأسر لديها معيلون من الذكور دون وجود شريكة وكانت نسبة 34.8% من غير العائلات. تألفت نسبة 32.8% من أصل جميع الأسر من عدة أفراد يعيشون في نفس المنزل ونسبة 21.9% كانت تتألف من شخص يعيش بمفرده يبلغ من العمر 65 عاماً أو أكثر. وبلغ متوسط حجم الأسرة المعيشية 2.32، أما متوسط حجم العائلات فبلغ 2.88.
بلغ العمر الوسطي للسكان 40.0 عاماً. وكانت نسبة 25.8% من القاطنين تحت سن الثامنة عشر، وكانت نسبة 5.3% بين الثامنة عشر والرابعة والعشرين عاماً، ونسبة 24.4% كانت واقعةً في الفئة العمرية ما بين الخامسة والعشرين والرابعة والأربعين عاماً، ونسبة 21.4% كانت ما بين الخامسة والأربعين والرابعة والستين، ونسبة 21% كانت ضمن فئة الخامسة والستين عاماً فما فوق. يوجد لكل 100 أنثى 97.7 ذكر، ويوجد لكل 100 أنثى في الثامنة عشر من عمرها فما فوق 85.3 ذكر.
بلغ متوسط دخل الأسرة في القرية 25,156 دولارًا، أما متوسط دخل العائلة فبلغ 31,029 دولارًا. وكان متوسط دخل الذكور 24,583 دولارًا مقابل 16,534 دولارًا للإناث. وسجل دخل الفرد الخاص بالقرية 12,682 دولارًا. وكانت نسبة 10.8% من العائلات ونسبة 17% من السكان تحت خط الفقر، وكان من هؤلاء نسبة 20.2% تحت سن الثامنة عشر ونسبة 21% في الخامسة والستين من العمر وما فوق.

### تعداد عام 2010
بلغ عدد سكان بليستانت هيل 966 نسمة بحسب تعداد عام 2010، وبلغ عدد الأسر 406 أسرة وعدد العائلات 274 عائلة مقيمة في القرية. في حين سجلت الكثافة السكانية 471.2 نسمة لكل كيلومتر مربع (1,220.4/ميل2). وبلغ عدد الوحدات السكنية 486 وحدة بمتوسط كثافة قدره 237.1 لكل كيلومتر مربع (614.1/ميل2).
وتوزع التركيب العرقي للقرية بنسبة 99.48% من البيض و0.31% من الأمريكيين الأفارقة و0.10% من الأعراق الأخرى و0.10% من عرقين مختلطين أو أكثر و1.24% من الهسبانيون أو اللاتينيون من أي عرق.
بلغ عدد الأسر 406 أسرة كانت نسبة 29.1% منها لديها أطفال تحت سن الثامنة عشر تعيش معهم، وبلغت نسبة الأزواج القاطنين مع بعضهم البعض 53.4% من أصل المجموع الكلي للأسر، ونسبة 10.6% من الأسر كان لديها معيلات من الإناث دون وجود شريك، بينما كانت نسبة 3.4% من الأسر لديها معيلون من الذكور دون وجود شريكة وكانت نسبة 32.5% من غير العائلات. تألفت نسبة 28.8% من أصل جميع الأسر من عدة أفراد يعيشون في نفس المنزل ونسبة 16% كانت تتألف من شخص يعيش بمفرده يبلغ من العمر 65 عاماً أو أكثر. وبلغ متوسط حجم الأسرة المعيشية 2.38، أما متوسط حجم العائلات فبلغ 2.89.
بلغ العمر الوسطي للسكان 41.3 عاماً. وكانت نسبة 23.9% من القاطنين تحت سن الثامنة عشر، وكانت نسبة 6.6% بين الثامنة عشر والرابعة والعشرين عاماً، ونسبة 24.6% كانت واقعةً في الفئة العمرية ما بين الخامسة والعشرين والرابعة والأربعين عاماً، ونسبة 27.6% كانت ما بين الخامسة والأربعين والرابعة والستين، ونسبة 17.2% كانت ضمن فئة الخامسة والستين عاماً فما فوق. وتوزع التركيب الجنسي للسكان بنسبة 48.8% ذكور و51.2% إناث.